# Parolise
Parolise (Parulìsë in dialetto irpino) è un comune italiano di 616 abitanti della provincia di Avellino in Campania.
L'abitato sorge a pochi chilometri dalla città di Avellino, lungo una collina tra le valli del fiume Sabato e del fiume Calore.
Nel comune è presente anche la frazione Serra.

## Origine del nome
Il nome deriva forse dal latino Praedium Paulisium e quindi dal greco Paulision, Παυλίσιον; secondo altri invece il nome deriverebbe da padule, cioè orto (e con il tempo si è avuta la sostituzione della "d" con la "r").

## Storia

### Le origini
I "cippi Graccani" con iscrizioni di età repubblicana sono le uniche testimonianze archeologiche di Parolise.
Il primo documento nel quale si trova il toponimo "Parolisio" è tanto antico quanto autorevole; si tratta della bolla di papa Celestino III del 4 novembre 1197, nella quale il Papa, curandosi di porre una difesa ai beni temporali della Abbazia di Montevergine, ne dà lunghi elenchi. Tra i beni qui elencati compaiono anche i territori di Candida e, appunto, "Parolisio". Da questo documento si può accertare, naturalmente, solo l'esistenza di un territorio, forse nemmeno abitato, che era contiguo con i territori di Candida e che portava tale nome. Si parla ancora di Parolise in un documento, probabilmente del 1340, che elenca i casali che certo Filippo Filangieri aveva unito per creare la baronia di Candida.

### Medioevo e Rinascimento
Parolise è menzionata nel Catalogo dei Baroni, quale facente parte del feudo di San Barbato (Manocalzati e appartenente a un signore, Manfrido, fra il 1150 e 1168.
Nel 1340 il feudo fu assegnato alla famiglia Filangieri. All'inizio del XVI secolo tornò alle dipendenze dei signori di San Barbato, quindi agli Albertino, ad inizio Seicento ai de Posellis e infine, il 29 luglio 1681, fu venduto al duca Gerolamo Strambone di Salza.
A quanto pare lo Strambone non lasciò eredi perché sembra che, probabilmente tra il 1745 e il 1750, il borgo fu incamerato dalla Corte Regia che fece redigere "l'apprezzo delle terre di Salza e Parolise" da certo Michelangelo Porzio che espose la sua stima in una relazione datata 4 agosto 1750. Nel 1751 il feudo fu conferito al principe di San Nicandro, Domenico Cattaneo, e successivamente fu ereditato da suo figlio Francesco, che lo vendette nel 1760 a Giovanni Berio. Nel 1791 il piccolo feudo fu ereditato da Francesco Berio, marchese di Salza, e poi dalla nipote Carolina Boerio; questi ultimi lo tennero fino al 1806, quando venne sancita l'abolizione del feudalesimo.

### Simboli
Il 6 luglio 2013 si è avuta la consegna dei nuovi emblemi comunali. L'amministrazione comunale, a seguito di ricerche ha riscontrato che lo stemma che per decenni ha rappresentato il comune non era registrato presso la presidenza del Consiglio dei Ministri e soprattutto non trovava riscontro alcuno nella documentazione ufficiale. L'Ufficio Onorificenze Araldiche dopo aver consultato gli Archivi di Stato di Avellino, Napoli e Genova ha rinvenuto, in due documenti risalenti al 1763 e 1811, un timbro inchiostrato con l'antico stemma di Parolise. Pertanto, l'amministrazione comunale ha ritenuto opportuno riappropriarsi del suo antico stemma sia nel rispetto delle regole araldiche, ma soprattutto nel rispetto dei trascorsi storici della comunità. Gli allievi della scuola primaria “Lucio Pasquale Amatucci” di Parolise, sono stati coinvolti nella scelta delle composizioni cromatiche del nuovo gonfalone comunale, nel rispetto delle regole araldiche. Lo stemma e il gonfalone sono stati ufficialmente concessi con decreto del presidente della Repubblica del 30 luglio 2012.
Il gonfalone è un drappo di giallo con la bordatura di azzurro.

## Monumenti e luoghi d'interesse

### Il centro storico
Il centro storico, nonostante i numerosi rifacimenti e in particolare quelli conseguenti al terremoto del 1980, conserva le caratteristiche e l'atmosfera del borgo originario, con l'originario sistema difensivo medievale.
Qui è situata la Chiesa Madre, dedicata a San Vitaliano, eretta nel XVII e con l'interno in stile barocco, dove esisteva un altare ligneo dedicato a San Rocco, eliminato negli anni settanta. La facciata è intonacata con basamento laterale e presenta un portale in pietra locale.
La torre dell'Orologio, a pianta quadrata, si trova nella stessa piazza della Chiesa Madre di San Vitaliano. La sua funzione primaria doveva essere sicuramente di torre di avvistamento e di difesa.
Nel centro storico è presente anche la Congrega di Santa Maria delle Grazie.
I palazzi della famiglia Lombardi, della famiglia Rotondi-De Rienzi e della famiglia Nazzaro-Cavallo e Scorta conservano i cortili in stile tardo settecentesco.

## Società

### Evoluzione demografica
Abitanti censiti

### Lingue e dialetti
Accanto alla lingua italiana, nel territorio di Parolise è in uso il dialetto irpino.

## Cultura

### Eventi
- Festa del Sangue Sparso, la più sentita nel paese e nei paesi limitrofi, si festeggia la prima domenica di luglio da oltre 150 anni.
- Festa patronale di San Rocco che festeggia il 16 agosto.

## Economia

### Prodotti tipici
Parolise è uno dei comuni della provincia di Avellino individuati come siti per la coltivazione delle uve destinate alla produzione del vino a denominazione di origine controllata e garantita DOCG Fiano di Avellino.

## Infrastrutture e trasporti

### Strade
Parolise è situata a pochi chilometri dal casello di Avellino Est dell'autostrada Napoli-Bari, cui è collegata tramite la SS 7.

### Ferrovie
Il comune era servito dalla stazione di Parolise-Candida, sulla ferrovia Avellino-Rocchetta Sant'Antonio.

### Mobilità urbana
In autobus è raggiungibile tramite collegamenti di linea di AIR Campania.

## Amministrazione
Il comune fa parte dell'Unione dei comuni Terre dei Filangieri.